# Alexandr Medicejský
Alexandr Medicejský (italsky: Alessandro de' Medici, 1511/1512?, Florencie – 6. ledna 1537, tamtéž) zvaný il Moro (Maur) byl mezi lety 1531 až do jeho smrti roku 1537 florentský vévoda. Pravděpodobně byl levobočkem papeže Klementa VII., avšak oficiálně byl jeho otcem Lorenzo II. Medicejský. Ačkoliv byl levobočkem, byl posledním členem starší linie Medicejů a prvním vévodou florentským s dědičným titulem.

## Život

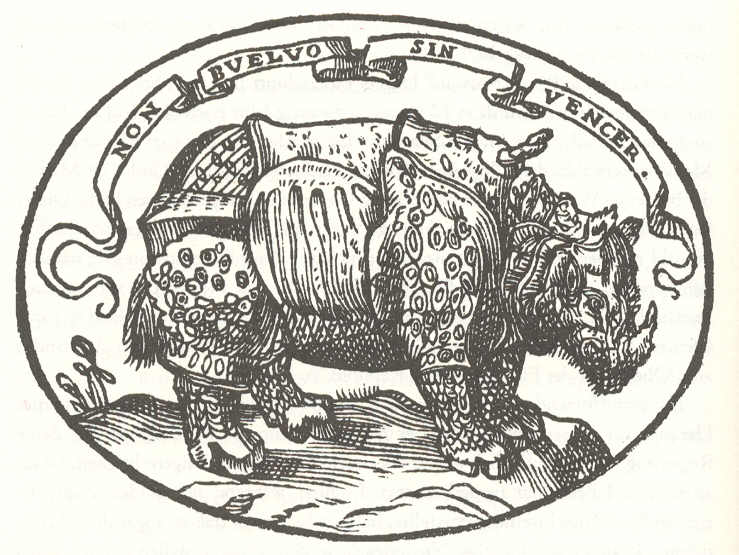
Alexandrův znak: nosorožec v oválném poli s textem „Non buelvo sin vencer“, tedy „Nevrátím se bez výhry.“

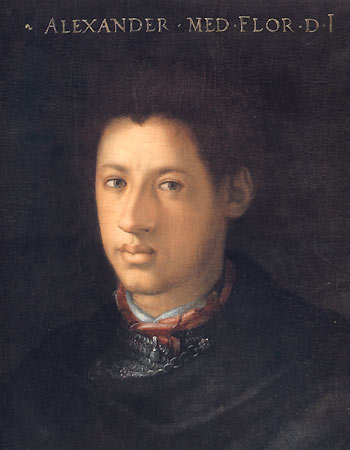
Portrét Alexandra Medicejského

Alexandr Medicejský se narodil ve Florencii, pravděpodobně v roce 1511 nebo 1512. Většina vrstevníků jej uznávala jako jediného syna Lorenza II. Medicejského (vnuk pověstného Lorenza I., zvaného Nádherný). I přesto ale někteří lidé věřili, že je levobočkem papeže Klementa VII. (synovce Lorenza I.), především kvůli tomu, že se u papeže těšil velké oblibě. Moderní historikové, například Christopher Hibbert, věří, že jeho matkou byla služebná afrického původu, která pracovala v rodině Medicejů a v dokumentech byla uváděna jako Simonetta da Collevecchio. Alexandrova přezdívka Maur pravděpodobně vznikla právě proto, že jeho matkou byla Afričanka.
Když císař Karel V. plenil v roce 1527 Řím, musela utéct většina členů rodu Medicejských, včetně Alexandra nebo jeho předchůdce, vévody florentského, Hypolita. Prchnout musel i kardinál Silvio Passerini. Jediným členem, respektive členkou, rodu Medicejů, který musel zůstat ve Florencii, byla Kateřina Medicejská, které bylo osm let. Obyvatelé Florencie se proti vládnoucí rodině bouřili a Kateřina se musela schovávat v klášterech, odkud ji vysvobodilo až léto 1530, kdy se Medicejové ve Florencii znovu dostali k moci a dostali obyvatelstvo pod kontrolu.
Papež Klement se rozhodl předat město pod správu Alexandra a císař Karel k tomu svolil. 5. července 1531 Alexandr dorazil do Florencie, aby se zde stal vévodou a o devět měsíců později získal od Karla V. tento titul dědičně (což měl být také krok k ukončení republiky). Samotná Alexandrova vláda byla poznamenána četnými nepokoji, avšak jeho nepřátelé, z větší části emigranti, ho označovali jako zkaženého a krutého vládce. Z jeho vlády se až do současnosti dochovala pouze pevnost Fortezza da Basso. Roku 1535 si rada na Alexandrovu vládu stěžovala a přála si své pohoršení dát najevo i císaři Karlovi. K tomuto účelu vybrali Hypolita, který měl původně být florentským vévodou, než bylo město předáno Alexandrovi. Ten ale zemřel na cestě, pravděpodobně byl na objednávku otráven Alexandrem. Císař se tak o Alexandrově krutovládě nikdy nedozvěděl a dále ho podporoval jako odpůrce republiky. Roku 1536 se Karel dokonce rozhodl Alexandra oženit se svojí nemanželskou dcerou Markétou.
Markéta Alexandra příliš neoslnila a on se dále věnoval své milence, jíž byla Taddea Malaspina, matka všech Alexandrových dětí. Alexandr s Markétou žádné děti neměl, avšak Taddea mu porodila tři děti – dcery Julii a Porzii a syna Julia.

### Vražda
V roce 1537 byl Alexandr Medicejský zavražděn svým vzdáleným příbuzným Lorenzinem, zvaným Lorenzaccio (zlý Lorenzo). Vražda se odehrála 6. ledna 1537, kdy bylo Alexandrovi asi šestadvacet let. Lorenzino nalákal Alexandra na svoji mladší sestru, půvabnou vdovu Laudomii. Když byla vražda odhalena, úředníci se báli vzpour lidu po tom, co by se dozvěděl o tyranově vraždě. Proto byla Alexandrova mrtvola skryta do koberce a v utajení odnesena na hřbitov San Lorenz, kde byl spěšně pohřben. Lorenzino se k vraždě přiznal a řekl, že to udělal kvůli republice. Později uprchl do Benátek, kde byl zabit.

## Odkaz v kultuře
Alexandr Medicejský je hlavní postavou tragické opery Ladislava Zavrtala Noc ve Florencii, která pojednává především o jeho vztahu s Lorenzinem a později o jeho vraždě. Alexandrovo zavraždění popisuje i francouzská divadelní hra Lorenzaccio od Alfreda de Musseta. V literatuře se Alexandr objevuje například v knize Žárlivá Kateřina od britské spisovatelky Eleanor Alice Burford Hibbert, kde vystupuje jako záporná postava, trýznící malou Kateřinu Medicejskou i jejího bratrance Hypolita (Ippolita).